# خواج
خواج (به لاتین: Khevaj) یک منطقهٔ مسکونی در افغانستان است که در ولسوالی مایمی واقع شده‌است.